# Motor Ford Kent
El Ford Kent és un motor de combustió interna fabricat per Ford of Europe. Originalment desenvolupat el 1959 per al Ford Anglia, és un motor 4i OHV amb un bloc i culata de ferro colat.

## Pre-Crossflow
L'original Motor Kent OHV va aparèixer el 1959 al Anglia amb una capacitat de 996,95 cc desenvolupant 39 bhp (29 kW) a 5,000 rpm. Amb un cilindre de 80,96 mm de diàmetre i 48,41 mm de cursa.
El mateix motor, sense canvis de diàmetre, però amb una més llarga cursa i, per tant, més gran capacitat es va fer servir al Ford Classic i al Consul Capri (1340 cc i 1500 cc), els Cortinas the Mk1 i primers Mk2 (1200 cc, 1300 cc i 1500 cc), i els primers Corsairs.
A més de les seves dimensions de cilindre "sobrequadrades", una característica inusual del motor Kent en la seva introducció va ser una unitat filtre/bomba d'oli combinada muntada a l'exterior dissenyada per facilitar una eficient producció de baix cost.
El motor ara es coneix com a "pre-crossflow Kent", amb l'admissió i l'escapada al mateix costat del cap.
Aplicacions:
- Ford Anglia
- Ford Cortina
- Ford Classic
- Ford Corsair
- 107E Ford Prefect
- Otosan Anadol 1.2L – 1.3L (1966–1984)

## El nom
Després de la seva introducció, el motor es coneixia com el motor Kent perquè Worters Alan, Enginyer Executiu de la companyia Power Units, vivia a l'altre costat del Tàmesi des de la planta Dagenham al comtat anglès de Kent.

## Lotus
El Kent fou utilitzat en el Ford Classic i Ford Consul Capri de 1340 cc. Va ser d'aquesta manera com Colin Chapman de Lotus Cars el va conèixer. Lotus necessitava un motor compacte per al nou Lotus Elan de 1962, i Chapman va adoptar el bloc Kent.
Mentre que el motor de 1340 que va utilitzar l'original 109E 3-bearing block, va poder iniciar l'interès de Lotus, aquest no va ser mai utilitzat en la producció de l'Elan, tot i que es va construir el prototip 1340 de cambres bessones. En el moment que el cotxe era al mercat, el 116E 5-bearing engine destinat al Cortina estava disponible i aquest era un dels usats. Els primers Elans, els "Elan 1500", utilitzaven el bloc 116E amb dimensions estàndard del cilindre, abans de canviar a l'"Elan 1600" es van ampliar per donar 1558cc. Durant els primers anys de producció, els blocs de Lotus varen ser simplement seleccionats per les parets gruixudes de cilindre de la línia de producció estàndard, i identificats amb una "A" estampada. Més tard, els blocs es van emetre especialment amb la producció del doble arbre de lleves a la ment i s'identificà amb una "L" estampada al bloc baix el suport del motor.
El 1966 totes les peces principals del motor: bloc, cigonyal, pistons i varetes eren únics en el motor Lotus. A la fi de la producció s'havien fabricat uns 55.000 motors de doble arbre de lleves.
Harry Mundy, editor tècnic de la revista Autocar, va dissenyar la culata d'alumini DOHC per al Kent. La primera cursa de producció d'aquesta culata es va fer per Lotos per J.A.Prestwich (J.A.P.). Chapman va anomenar aquest motor el Lotus TwinCam. Va ser ampliat fins als 1558 cc i produí 105 hp (78 kW). Les dimensions exactes eren 82,55 mm ampliat per 72,746 mm de cursa. Les darreres versions produïen de 115 fins a 190 hp.
El mateix motor va ser utilitzat al Lotus Cortina de 1963, i 15 es varen instal·lar a la darrera producció de Lotus Seven. Fou utilitzat també a l'auto de cursa Type 47 Lotus Europa, i als Ford Escort Twin Cam.
El nomenament de Cortina amb motor de doble arbre de lleves mereix atenció. Només la primera producció de cotxes es considera avui "Lotus Cortina" i aquests varen ser assemblats a Cheshunt. Després del primer any, els cotxes van esdevenir "Cortina Lotus" assemblats per Ford. La versió Mk2 era el "Cortina Twin Cam".
Aplicacions:
- 1962–1974 Lotus Elan
- 1963–1964 Lotus Cortina
- 1964–1966 Cortina-Lotus
- 1967–1970 Cortina Twin Cam
- 1968–1970 Ford Escort Twin Cam
- 1968–present Formula Ford motor racing
- 1972–1975 Lotus Europa Type 74
- 1973–1974 Caterham Super Seven

## Crossflow

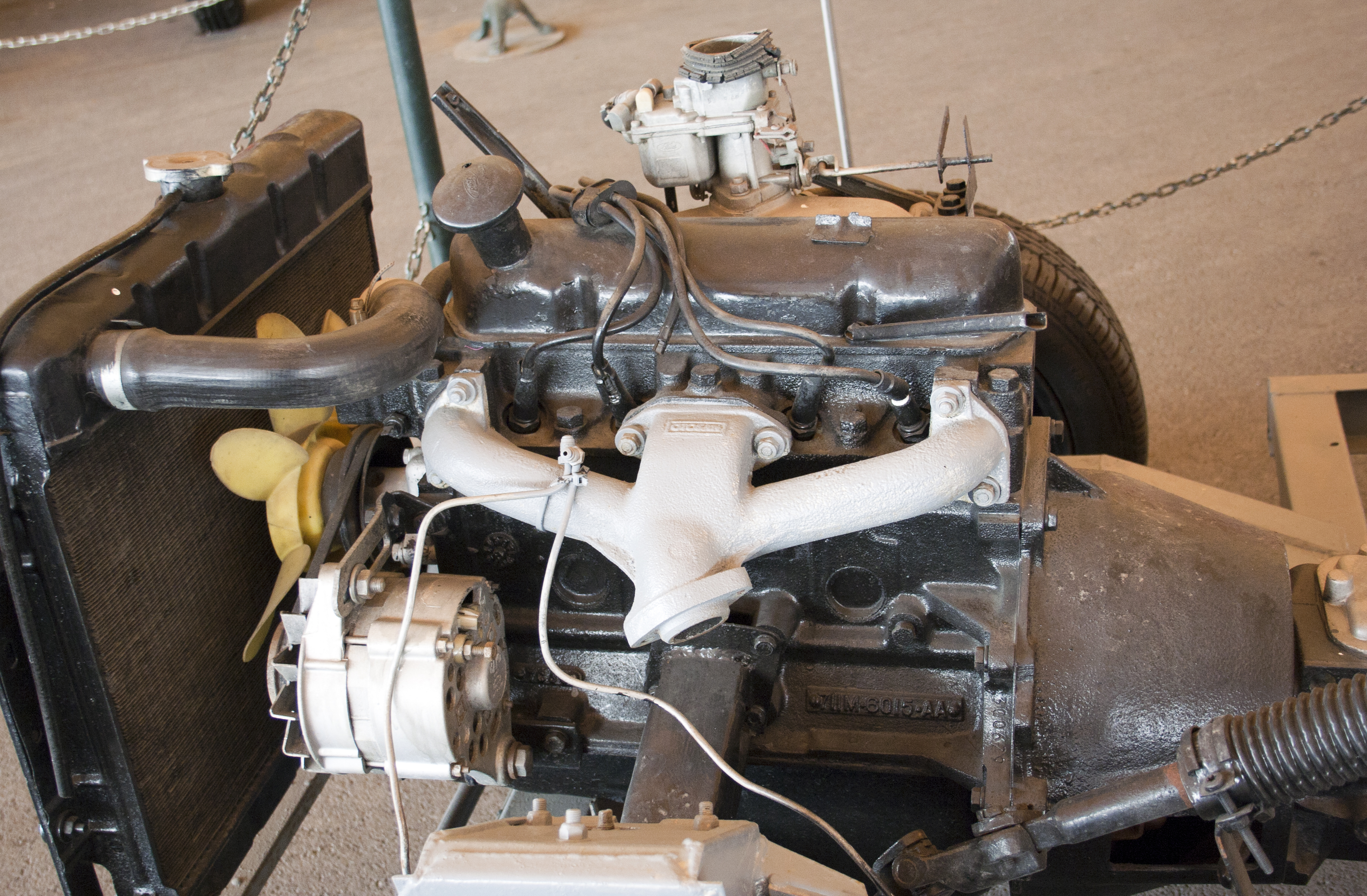
El Kent Crossflow (bloc 711M) de 1,6 litres en un prototip FW11 Anadol

Un nou disseny li va donar una culata de flux transversal, per això el nom alternatiu al Kent Ford Crossflow. Seria el motor de les versions de menor cilindrada dels Ford Cortina i Ford Capri, la primera i segona versió de l'Escort europeu així com el nord-americà Ford Pinto (1971, 1972 i 1973 solament). A Sud-àfrica dona potència els Ford Cortina 1.6 L Mk II, Mk III, Mk IV, & Mk V i el Ford Sierra 1.6 L. També aparegué al Fiesta Mk1 1.3, i al Mk1 XR2, usant el bloc US 1600 i la culata i lleves del GT spec.
El Crossflow presentà un canvi al disseny de la cambra de combustió, utilitzant una cambra de combustió de tipus Heron a la part superior del pistó en lloc de la culata. La mateixa culata era plana en cada cilindrada (1100, 1300 i 1600) amb diferents pistons.
El Motor Ford Crossflow (1300 cc i 1,598 cc) també era el motor del Reliant Anadol (1968–1984).
TVR va usar aquest motor al Grantura, al Vixen, i al 1600M. Va ser instal·lat en una infinitat d'altres aplicacions també, sent el favorit dels constructors dels kit-car no sols al Regne Unit.

## València
Una nova versió del motor Kent fou concebut per adaptar-se a la instal·lació de la tracció al davant el 1976, coincidint amb el llançament del Ford Fiesta. Els auxiliars varen ser reposicionats, el bloc acurtat lleugerament amb una nova brida de transmissió per adaptar-se a la BC4/5 transaxle i la culata redissenyada usant pistons de cap pla i la tradicional cambra de combustió a la culata. Encara que la denominació interna de Ford fou "L-Series" va esdevenir més conegut com el València a la resta del món, després que la nova fàbrica espanyola es construís per a la seva fabricació, però amb el temps el nom va ser adoptat oficialment per Ford també - encara que a la literatura de venda es deia sempre simplement OHV. Estava disponible en versions de 957cc i 1117cc, el Fiesta 1.3 tenia un bloc Kent modificat (Molt pocs dels complements menors eren compartits entre el València i el Kent).
Més tard es veuria en servei a la quarta generació del Ford Escort. Les culates i els pistons foren modificats el 1986 per al combustible sense plom i les lleves canviades per complir amb les noves normes d'emissions europees juntament amb addició de la ignició electrònica.
Destinat per al mercat americà, a partir del model de l'any 1977, la planta de València va començar a fabricar un 1,6L, 63BHP, versió de 5 eixos principals que va incloure una cambra de combustió bowl-in-pistons de baixes emissions disseny basat en la culata del Crossflow, i va ser equipat amb ignició electrònica Dura-Spark. Aquesta versió fou utilitzada en l'efímer Fiesta Mk1 americà 1977-80. Aquest motor s'utilitzà més tard en la versió XR2 del Fiesta Mk1. short-lived 1977-80 USA Mk1 Fiesta.

## HCS
El 1989 es va revisar el derivat del València una vegada més per ajustar-se a la legislació europea d'emissions. El redisseny va incloure una nova culata amb cambres de combustió reformade si ports d'entrada, i un sistema d'ignició electrònic sense distribüidor. El motor es va rebatejar Ford HCS (que vol dir High Compression Swirl), encara que algunes publicacions internes de servei de Ford l'anomenen el Valencia-HCS en referència a la seva herència.
Va aparèixer per primera volta als models de 1118cc i 1297cc del Ford Escort i Orion del 1989, i en el nou Ford Fiesta Mark III al mateix any, que ofereix també una versió més petita de 999cc per substituir els antics 957cc València.
El HCS és distingible de l'original València per la seva coberta de balancins gris, la disposició simètrica de les bugies (que pareixen apuntar cap al centre del motor), i l'absència d'una unitat de distribuïdor a la cara posterior del bloc de cilindres.

## Endura-E
El redisseny final va arribar el 1995, amb el llançament de la quarta generació del Ford Fiesta. Aquesta edició va ser efectivament un redisseny del derivat Valencia/HCS, conegut com a Endura-E, i va comptar amb moltes revisions per combatre el soroll i l'aspror. Aquest motor es presentà també al Ford Ka i al Ford Escort 1.3.
Aquest tipus de motor tenia encara el so d'empenyedor inclús després de l'ajustament. Aquest soroll es diu que prové de les lleves per la incorrecta instal·lació de les vàlvules (quan es configura el joc de vàlvules de cada cilindre ha d'estar en PMS) o de l'edat i l'ús d'un grau d'oli incorrecte. El grau correcte de l'oli era 5W-30 semi-sintètic. Tot i que els motors de Ford estan ben considerats per la seva facilitat de servei, l'Endura-E té una posició molt incòmoda de filtre d'oli, que és bastant alt, darrere del motor i en direcció d'esquerra a dreta en lloc d'apuntar cap avall o cap a fora – el que significa que és molt difícil accedir-hi des de baix del cotxe (sense rampa), i tot i ser molt curt, el filtre d'oli de tipus pot se les arregla per sobresortir més enllà de la punta del motor d'arrencada adjacent, el que vol dir que és molt difícil desmuntar-ho usant una clau de cadena.

## Zetec RoCam
El 2000, Ford al Brasil va desenvolupar una versió més barata del motor Zetec-SE, per competir amb la série clàssica motor Volkswagen EA827 també conegut com a motor AP (per "Alta Performance", o "High Performance", en anglès) en Brazil. És un 8v SOHC en comptes de 16v DOHC i el seu cos està fet d'acer en lloc d'alumini. A més, el seu arbre de lleves és accionat per una cadena en lloc d'una corretja. Com a resultat aquest motor mostra un comportament més tosc, produint més vibracions i soroll.
D'altra banda, té un aparell de sortida excel·lent gràcies a l'addició de la funció de RoCam (Rollifinger Camshaft). També és un motor molt més petit que la versió SE, el que va permetre que fou instal·lat al Ford Ka, substituint l'Endura-E que en aquell moment era considerat poc potent i antiquat.
El motor va comptar amb un nou procés patentat per a la producció d'alumini de la culata, el que va resultar en un millor aliatge que els produïts a Espanya i Regne Unit, i un menor cost de producció.
En 2002 Una versió d'1,0 litres sobrealimentat (94 hp; 95 PS) fou llançada pel Ford Fiesta, per competir amb la versió 1.0 Turbo 16v (111 hp; 112 PS) del Volkswagen Gol.
El 2003 el motor Zetec RoCam es va introduir a Europa, però etiquetat com a Duratec 8v, per al SportKa, StreetKa i Fiesta. Més tard una versió de 1.3 litres va ser llançat com una opció per al model estàndard, però les versions europees del motor es produeixen a la planta de Sud-àfrica.
A l'octubre de 2004 es va introduir una nova versió bi-fuel etiquetat com a "1.6L Flex", capaç de funcionar amb gasolina i etanol, fins i tot barrejats en qualsevol proporció. Aquesta versió també va comptar amb una relació d'alta compressió (11.8:1) i cambras "Compound High Turbulence", com s'utilitza al motor CHT.
Actualment aquest motor dona potència a gairebé tots els models de Ford de Brasil (excepte aquells amb motors de 2,0 litres) en moltes variants diferents:
- 68/72 hp 1.3L Flex (Ford Ka)
- 101/106 hp 1.6L Flex (Ford Ka)
- 65/68 hp 1.0L Flex (Ford Fiesta)
- 105/111 hp 1.6L Flex (Ford Fiesta/ Fiesta Sedan), (Ford Focus), Ford EcoSport)

### Aplicacions
1,3 L Endura(1299 cc/79 cu in) aplicacions:
- –present Latinoamèrica Ford Ka 1.3, 60 PS (59 hp/43 kW) i 77 lb·ft (104 N·m)

1,6 L (1596 o 1597 cc/97 cu in) aplicacions:
- –present Latinoamèrica Ford SportsKa 1.6, 95 PS (94 hp/69 kW) i 100 lb·ft (136 N·m)
- –present Latinoamèrica Ford StreetKa 1.6, 95 PS (94 hp/69 kW) i 100 lb·ft (136 N·m)

## Futur
El Kent i els seus successors van ser utilitzats com a motor de la sèrie d'automobilisme Formula Ford. A Europa, Formula Ford va canviar al Zetec, però a la Formula Ford Americana va continuar fent servir el Kent fins al 2010; la SCCA va aprovar l'ús de l'Honda L15A i-VTEC per Formula F.
El motor Kent fou utilitzat per altres marques com Morgan, Caterham, i Lotus.
L'arribada del Duratec-E a la cinquena generació del Fiesta va marcar la fi de l'ús a la producció de vehícles d'aquests motors després de 44 anys de carrera, tot i que encara està en la producció com a motor d'ús general per part de la divisió Ford's Power Products, com es coneix com a VSG-411 i VSG-413.
El 16 d'octubre de 2009, Ford va anunciar que estaria posant el bloc Kent de nou en producció per proveir a la comunitat de carreres vintage de recanvis. D'acord amb un comunicat de premsa de la Ford, els treballs d'enginyeria van començar a la divisió Ford Racing's Performance Parts dels Estats Units, amb unes vendes previstes per començar el 2010.

## Problemes
El Kent fou responsable en gran part que Ford aconseguís prestigi entre els anys 1960 i 1970 per la producció d'automòbils refractaris a posar-se en marxa amb condicions climàtiques humides. La posició del distribuïdor amagat darrere el motor sota el col·lector d'admissió el va fer un candidat perfecte per atreure la humitat i la condensació amb els efectes evidents amb temps humit. L'arribada de l'encesa electrònica el 1986 va posar fi a aquests problemes.